# Most Grenlandzki
Most Grenlandzki (nor. Grenlandsbrua) - najwyższy most wantowy w Norwegii o wysokości pylonu 166 metrów. Most budowano od 1994, a otwarto w 1996. Przechodzi nad Frierfjordem.
Most, którego długość wynosi 608 metrów, jest konstrukcji wantowej, żeby zapewnić przepływ statkom o wysokości do 50 metrów. Rozpiętość olinowania wynosi 305 metrów.